# Ezé Wendtoin
Ezékiel Wendtoin Nikiema, également connu sous le nom d'Ezé Wendtoin ou d'Ezé, est un musicien et activiste burkinabé vivant à Dresde. Wendtoin a sorti trois albums studio, sur lesquels il chante en allemand, en français et en mooré, et joue de la batterie et de la guitare. Wendtoin a fondé deux organisations à but non lucratif et a organisé le festival BurkinAfro à Dresde en 2022. 

## Biographie
Wendtoin est né à Ouagadougou, au Burkina Faso, en 1991. Il a appris l'allemand à l'école et a obtenu une licence en germanistique de l'Université de Ouagadougou. Wendtoin a déménagé en Allemagne en 2015 pour étudier une maîtrise à la TU Dresden. 
À Dresde il a commencé à jouer de la musique avec le collectif Banda Internationale (en). En 2019, sa reprise de la chanson antifasciste « Sage Nein! (en) ", écrit par Konstantin Wecker, lui a apporté une plus grande reconnaissance en Allemagne. Les acteurs allemands Franziska Weisz, Kida Khodr Ramadan et Frederick Lau sont apparus dans le clip vidéo.
Le premier album de Wendtoin , Inzwischen Dazwischen, est sorti en août 2019 sur le label munichois Trikont Musikverlag (en). Trikont a également sorti le deuxième album de Wendtoin Heute Hier Morgen Deutsch en juillet 2022. En août 2024, le troisième album de Wendtoin , Schwarz Wurde Ich, est sorti sur son propre label Nikiema Roots Music. 

## Discographie
Albums
- Inzwischen Dazwischen (2019, Trikont Musikverlag (en) )
- Heute Hier Morgen Deutsch (2022, Trikont)
- Schwarz Wurde Ich (2024, Nikiema Roots Musique)

Singles
- « Sage Nein ! » (2019, Trikont)